# 秩父市道大滝幹線17号線

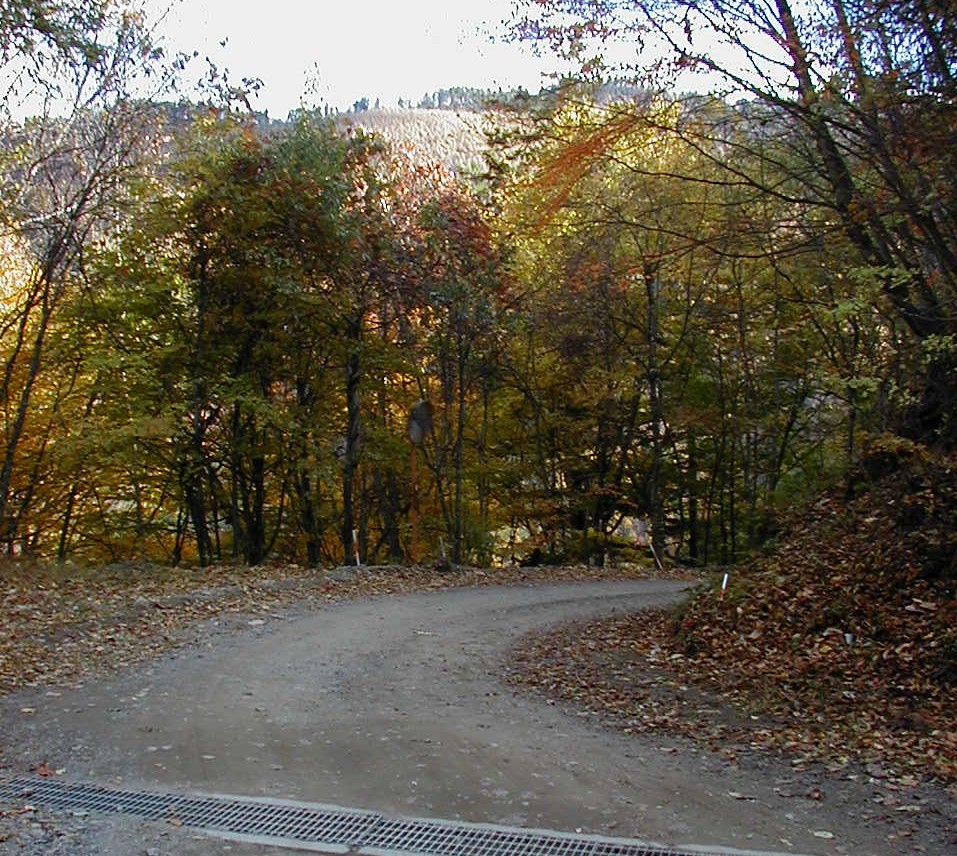
秩父市道大滝幹線17号線（2002年11月）

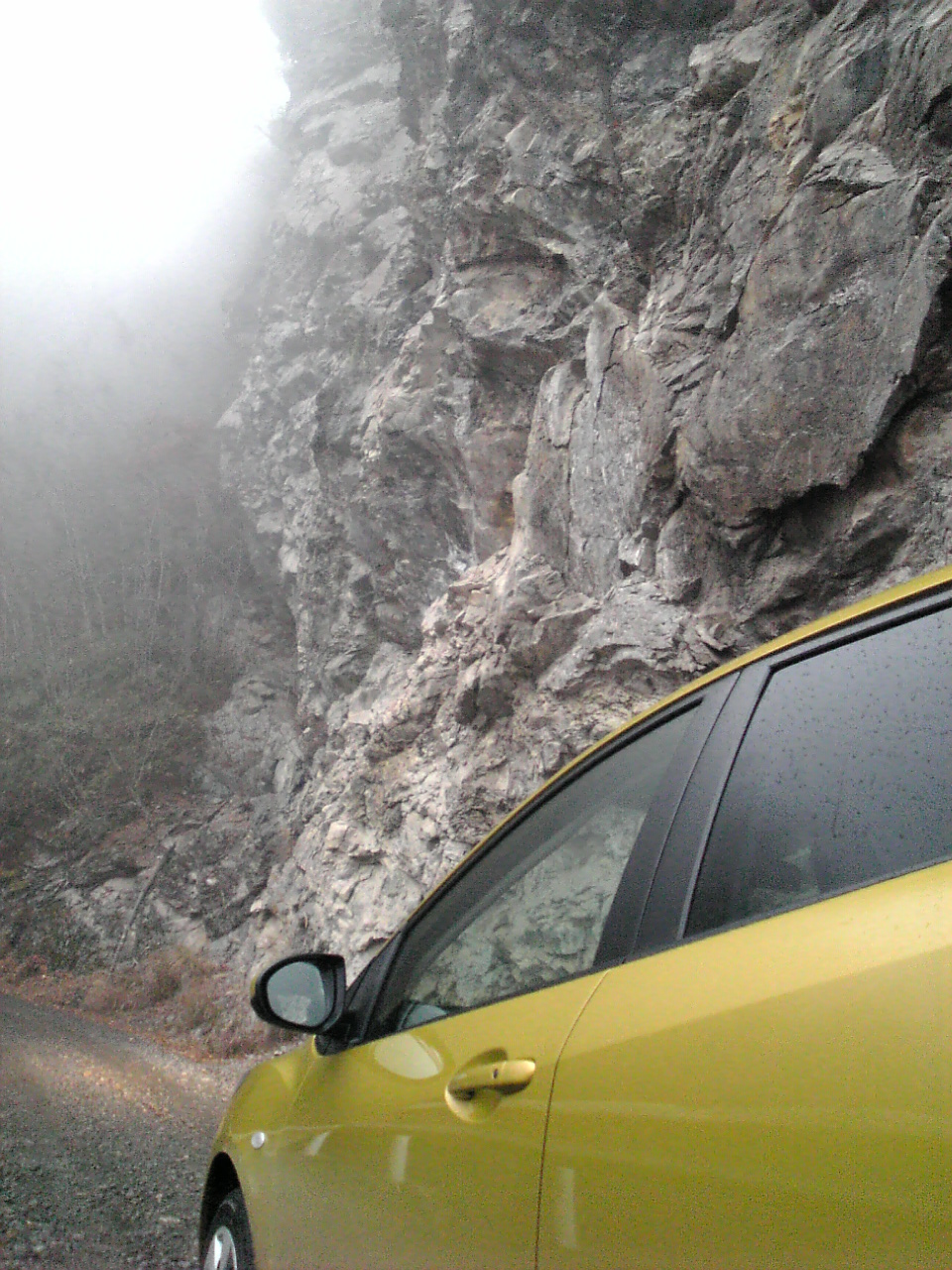
道沿いの崖壁の様子

秩父市道大滝幹線17号線（ちちぶしどうおおたきかんせん17ごうせん）は、秩父多摩甲斐国立公園内の埼玉県秩父市内にある市道である。一般には、旧名称である中津川林道として知られる。川上村道192号梓山線と一体的に埼玉県-長野県境の唯一の道路を構成している。
以下、括弧内に示した数値は、起点からのおおよその距離(km)である。

## 概要
終点である三国峠から西は長野県南佐久郡川上村の川上村道192号梓山線（旧梓山林道）であり、埼玉県と長野県を直接結ぶ唯一の車道である。埼玉県内で自動車が通行可能な道路としては最も西に位置する。また同様に、三国峠で接続している長野県側の川上村道192号梓山線は、長野県内の自動車通行可能道路として最も東に位置している。
大部分が未舗装であり、起点から大若沢が中津川に合流する付近（3.3）までが舗装されている。終点付近を除き中津川と併走し、中津峡の渓谷美を楽しむことができる。鎌倉沢橋（4.9）付近では武州中津川森林鉄道の廃線跡を活用して作られており、橋脚などに当時の名残がある。信濃沢橋の東方（7.9）で南へ分岐し、橋を渡ってトンネルへと進み、大山沢を遡る埼玉県有林道の大山沢林道がある。
中津川に合流する金蔵沢の沢筋（10.8）を進むと、幹周り13.4mのカツラの巨木が近年、NPO法人「秩父の環境を考える会」によって確認された。地元名「金蔵沢の大カツラ」は「中津・西沢の大カツラ」と命名された。
起点方から見て中津川から右ヘアピンカーブで離れていく登坂道の「中津・西沢の大カツラ」入口から南南西へ直線で約500mの地点（14.0）に、林道では珍しく立体交差で分岐する林野庁・関東森林管理局・埼玉森林管理事務所管轄の国有林道奥秩父林道がある。しかし、奥秩父林道は（分岐点から約5.5kmの地点で）落石により通行不能であり復旧放棄林道となっている。
わずか10kmほどしかない埼玉・長野県境を通るため、車の通行は未舗装路のわりに多く、地元では県道に昇格すること、トンネルを造ること、全線を舗装すること、通年の通行を可能にすることなどの運動も起きてはいるが、それが実現する予定はない。
対して、自然保護団体から手付かずの自然を保護する声や、林道・未舗装路を好むドライバーたちにはまわりの林道などとともに注目の道である。

## 通行規制
毎年11月25日から翌年4月30日まで（年により多少前後する）は、信濃沢橋（8.2）から三国峠（終点）までの12.1kmは冬期閉鎖となるほか、通行可能期間中も夜間（17時〜翌朝8時まで）は通行止めである。また、土砂崩れなどの災害によってたびたび通行止めとなることもある。
秩父市と川上村を結ぶ、通年24時間通行可能な道としては、国道140号（雁坂トンネル）・山梨県甲府市・韮崎市・国道141号経由で約140kmあり、本市道経由約80kmの約1.8倍である。
平成28年台風第9号および同年台風10号による土砂災害の影響により、2016年（平成28年）8月22日から、王冠キャンプ場から三国峠までの約15kmが「当分の間通行止め」であったが、2019年（令和元年）6月6日午前8時から通行規制が解除された。その後、同年10月10日から令和元年東日本台風（台風19号）の接近の影響で再び「当分の間通行止め」となっている。

## 路線データ
- 起点：埼玉県秩父市中津川出合（埼玉県道210号中津川三峰口停車場線分岐点）
- 終点：埼玉県秩父市中津川三国峠（長野県境）
- 主な経由地：中津川村キャンプ場 - ウェイバックマシン（2004年4月19日アーカイブ分）、彩の国ふれあいの森、王冠（おうかんむり、国有林）、信濃沢橋
- 路線延長：20.3km

## 歴史
林野庁・東京営林局・秩父営林署管轄の国有有料林道・中津川林道として1959年に着工ののち、1966年に開通した。1982年に無料開放。